# Opposition ouvrière
L'Opposition ouvrière se constitue au sein du parti bolchévique russe en 1919. Elle se manifeste surtout au cours de l'hiver 1920-1921, lors du débat consacré au problème des syndicats. À la conférence de Moscou, en novembre 1920, près de la moitié des délégués (124 sur 278) se prononcent pour les thèses de l'Opposition ouvrière. L'Opposition ouvrière bénéficie d'autre part d'un soutien important des métallurgistes de Pétrograd.

## Historique
Regroupée autour d'Alexandre Chliapnikov et de Serge Medvedev (1885-1937), et soutenue par Alexandra Kollontaï, l'Opposition ouvrière réunit de nombreux membres des syndicats, en particulier des métallurgistes. Son programme est centré autour du contrôle ouvrier de la production, exercé par les syndicats dans lesquels les comités d'usine sont à ce moment intégrés. Elle s'oppose à l'emploi de spécialistes bourgeois et de gestionnaires dans l'industrie, demande l'égalisation des rations et la fin des concessions aux capitalistes russes et étrangers. L'Opposition ouvrière a d'autre part des contacts avec le Parti communiste ouvrier d'Allemagne, et publie hors de Russie des appels dénonçant l'idée d'un « front unique » et la coexistence avec les États capitalistes.
La discussion sur les syndicats atteint son point culminant au Xe congrès en pleine insurrection de Kronstadt. Trois positions principales sont en présence durant le congrès :
- Trotsky, soutenu par Boukharine (ancien communiste de gauche) défend la subordination totale des syndicats à l'État, seul investi de l'autorité de nommer et de révoquer les responsables ;

- la plateforme des dix (Lénine, Zinoviev, Kamenev, Staline, etc.) propose une position plus souple, les syndicats disposant d'une certaine latitude pour appliquer les décisions étatiques ;

- les positions de l'Opposition ouvrière, contenues dans la brochure du même nom rédigée par Alexandra Kollontaï (quoique plus tard désavouée par les autres dirigeants de la fraction), y opposent la conception de syndicats « réalisant l'activité créatrice de la dictature du prolétariat dans le domaine économique ». Cependant, pour l'Opposition ouvrière, le parti bolchévique reste « le centre suprême de la politique de classe, l'organe de la pensée communiste, le contrôleur de la politique réelle des soviets ». Tout au plus accuse-t-elle le parti d'entraver l'initiative ouvrière par « la machine bureaucratique, imprégnée de l'esprit de routine qui préside au système capitaliste bourgeois de production et de contrôle ».

La limite de son opposition à la politique de la direction bolchévique apparaît surtout face au soulèvement de Kronstadt. Celui-ci ne comprend en son sein aucun membre de l'Opposition ouvrière, bien que certains participants aient certainement appartenu à l'Opposition ouvrière au sein de la flotte (opposition militaire interne au parti). La différence fondamentale entre les cronstadiens et l'Opposition ouvrière est que ces derniers ne remettent pas en cause le monopole bolchévique du pouvoir. Cela explique pourquoi les porte-parole de l'Opposition ouvrière multiplient les gestes les dissociant des mutins. 

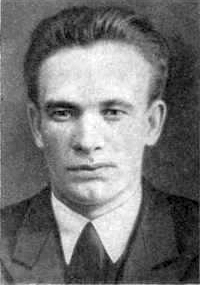
Youri Lutovinov, métallurgiste, secrétaire du Conseil panrusse des syndicats, autre membre fondateur de l'Opposition ouvrière.

Au cours du Xe congrès, qui a lieu en mars 1921, le droit de fraction est supprimé dans le parti communiste et l'Opposition ouvrière est dissoute avec effet immédiat. Cependant, les principaux représentants du courant ne cessent pas leur activité politique. Au mois de juillet, Alexandra Kollontaï prend la parole, au nom des autres, devant le IIIe congrès de l'Internationale communiste (Komintern) et attaque durement la nouvelle politique économique (NEP) soutenue par Lénine, accusée de démoraliser la classe ouvrière en galvanisant parallèlement les paysans et la petite bourgeoisie.
Au commencement de 1922, vingt-deux ex-représentants du courant, dont Chliapnikov et Medvedev, et d'autres membres du parti d'extraction ouvrière signent un appel au comité exécutif du Komintern, dans lequel ils s'élèvent contre les méthodes antidémocratiques utilisées dans le parti russe et contre les infiltrations bourgeoises dans l'État et dans le parti lui-même. Alexandra Kollontaï, ainsi qu'une amie, ajoutent au bas leur signature en tant qu'intellectuelles d'origine non ouvrière, mais elle est empêchée de parler à la conférence du comité exécutif du mois de février où elle aurait voulu exposer la teneur de l'appel. Au XIe congrès du parti russe, qui suit entre mars et avril de la même année, Kollontaï, Chliapnikov, Medvedev et deux autres signataires de l'appel sont accusés de fractionnisme et menacés d'expulsion. À la fin, toutefois, le congrès décide de permettre aux trois de rester, mais à condition que la conduite fractionniste ne se répète pas à l'avenir, alors que les deux autres, Flor Anissimovitch Mitine (1882-1937) et Nikolaï Vladimirovitch Kuznetsov (1884-1937), qui n'étaient pas de « vieux bolcheviks », sont expulsés.
Dans la seconde moitié des années 1930, Chliapnikov et ses camarades les plus proches (Kollontaï n'en fait plus partie) sont accusés d'avoir participé à un groupe contre-révolutionnaire appelé « Opposition ouvrière » et d'avoir noué des liens avec le « bloc terroriste contre-révolutionnaire trotskyste-zinoviéviste ». Bien qu'ils se proclament innocents, Chliapnikov et Medvedev, ainsi que de nombreux autres, sont condamnés à mort et exécutés en septembre 1937. Seule Kolontai survécut aux purges, servant à l'étranger comme diplomate soviétique jusqu'en 1945, et mourut de mort naturelle à Moscou en 1952.
Dans sa biographie de Chliapnikov, Barbara Allen conclut le dernier chapitre avant l'épilogue, par ces mots :

« Il n'y a pas eu un « procès-spectacle » de l'Opposition ouvrière, soit parce qu'elle ne correspondait pas à la narration de l'opposition que Staline souhaitait construire, soit parce que Chliapnikov et ses camarades les plus proches n'ont pas cédé à la pression pour s'avilir eux-mêmes et calomnier les autres, au service du « parti ». Pour eux, le parti n'était pas Staline et sa bande, mais une institution politique révolutionnaire organisée par les travailleurs afin d'obtenir une vie meilleure pour les opprimés. Cette ferme conviction les a aidés à résister à la rhétorique et à la narration stalinienne du passé du parti et à envisager une alternative à la vision stalinienne du socialisme. »

— Barbara C. Allen, Alexander Shlyapnikov, 1885–1937: Life of an Old Bolshevik, pp. 364-365
Après la fin du stalinisme, Chliapnikov a été réhabilité en 1963, Medvedev en 1977. La décision annulant le cas de ce dernier faute de preuves a souligné qu'« Aucun de ceux qui ont été jugés dans l'affaire de l'Opposition ouvrière n'a avoué sa culpabilité ».